# Adaiah (cratère)
Adaiah est un cratère de la planète Vénus ayant un diamètre de 18 kilomètres. Sa latitude est de -47,3 ° et sa longitude est de 253,4 ° Est. L'origine de son nom est le prénom usuel féminin (et masculin) Adaiah, en hébreu .